# Louise Pyk
Louise Pyk, född 20 mars 1849 på Kullagården på Kullaberg norr om Helsingborg, död 8 mars 1929 i Ängelholm, var en svensk operasångare (sopran).
Fadern Nils Pyk var sjökapten. Efter musikstudier i Helsingborg, på Musikkonservatoriet i Stockholm och för Fritz Arlberg, debuterade hon hösten 1874 på Operan som Agatha i Friskytten och Elvira i Don Juan. Pyk studerade i Paris 1875 hos Viardot-Garcia och 1877 i Milano för Trevulsi och för Stockhausen i Frankfurt.
Åren 1878–1883 anställd vid Coventgardenteatern i London. Under vintrarna turnerade hon genom Storbritannien. Hon var även aktiv vid Italienska operan i London. Hon uppträdde även i Holland och i Leipzig på Gewandhaus. Pyk berömdes för sin starka röst, ståtliga hållning och väl avvägda och effektfulla plastik. Hon turnerade även i USA. Hon uppträdde i Sverige bland annat 1876–77, 1878, 1882 och 1892.
Pyk gifte sig med kaptenen i engelska armén William B. Newson 1884.